# 스커미온
이론물리학에서 스커미온(영어: skyrmion)은 손지기 유효 이론(chiral effective theory)에서 중입자를 설명하기 위해 고안된 수학적인 모형이다. 이는 솔리톤의 일종으로, 비선형 시그마 모형에서, 호모토피에 따라 자명하지 않은 고전적 해이다. 핵자 반지름을 고정시키기만 해도 핵자의 여러 가지 저에너지 속성을 괜찮은 정확도로 모델링할 수 있다. 지금은 고체물리학에서도 응용되고 있으며, 끈 이론의 한 영역과도 연결되어 있다. 보제-아인슈타인 응축, 초전도체, 자성 박막, 손지기 네마틱 액정 같은 데서도 스커미온을 발견할 수 있다는 결과가 발표되긴 했지만, 아직 확실하게 각각이 증명되지 않았다.
스커미온온 고체물리학, 그 중에서도 특히 스핀트로닉스 분야에서 위상학적으로 매우 중요하다. 예를 들어, 고슴도치(구에서 스핀 방향을 나타내는 화살표가 구의 중심에서 밖으로 뻗어가는 방향으로 균일하게 솟아나와 있는 모양을 상상하면 된다) 형태의 3차원 유효-스핀으로부터 2차원 자성 스커미온이라는 위상학적 객체를 만들 수 있다. 구형 고슴도치 형태로 배치된 스핀을 극사영하면 북극 방향의 양의 스핀은 2차원 원반에서 가장자리에 있는 원 위의 양의 스핀으로, 남극 방향의 음의 스핀은 원반 중심의 점에 있는 음의 스핀으로 사영되어 스커미온이 된다.

## 역사
영국의 수학자인 토니 스컴(영어: Tony Hilton Royle Skyrme)이 고안하였다.

## 전개
과녁 공간이 다양체 {\displaystyle M}인 비선형 시그마 모형을 생각하자. 공간이 {\displaystyle \Sigma }일 경우, 상태들은 호모토피류들의 집합 {\displaystyle [\Sigma ,M]}에 의해 분류된다.
공간이 {\displaystyle \Sigma =\mathbb {R} ^{d}}인 경우, 장들이 무한대에서 0으로 가야 하므로 그 알렉산드로프 콤팩트화인 초구 {\displaystyle S^{d}}를 생각한다. 이 경우 {\displaystyle [S^{d};M]=\pi _{d}(M)}은 호모토피 군으로, 군의 구조를 가지게 된다. 공간이 이처럼 콤팩트하지 않은 경우 이러한 해들의 에너지가 유한한지 고려해야 한다.

## 예
손지기 유효 이론에서 기본 장은 {\displaystyle N\times N} 특수 유니터리 행렬장인 중간자 {\displaystyle U}이다. 이 경우 (쿼크 질량을 0으로 놓으면) 이론은 {\displaystyle SU(N)_{L}\times SU(N)_{R}} 맛깔 대칭을 가지지만, 그 진공은 이를 그 대각군 {\displaystyle SU(N)_{\text{diag}}\subset SU(N)_{L}\times SU(N)_{R}}으로 깬다. 따라서, 가능한 진공 다양체(vacuum manifold)는 잉여류들의 동차공간
{\displaystyle M=(SU(N)_{L}\times SU(N)_{R})/SU(N)_{\text{diag}}\cong SU(N)}
이다. 이는 콤팩트 리 군이므로, 그 3차 호모토피 군은 정수군이다.
{\displaystyle \pi _{3}(M)\cong \pi _{3}(SU(N))\cong \mathbb {Z} }
이러한 솔리톤들은 사인-고든 방정식의 솔리톤과 유사하며, 이는 티링 모형의 페르미온과 대응한다. 즉, 스커미온은 페르미온을 이룬다.

## 자성 물질/데이터 저장장치
스커미온 중에는 지얄로신스키-모리야 상호작용, 이중 교환 메커니즘, 또는 서로 경쟁하는 하이젠베르크 교환 상호작용으로 인해 생기는 나선형 자성을 가진 물질에서 발견되는 자성 스커미온이라는 것이 있다. 자성 스커미온은 그 영역의 크기가 작게는 1 nm(예: Ir(111) 표면의 철)에 달한다. 자성 스커미온은 크기도 작고 에너지도 적게 먹기 때문에 자성 저장기기를 비롯한 미래의 스핀트로닉 소자의 중요한 후보로 대두되고 있다. 주사 터널링 현미경으로 스커미온을 쓰고 지울 수 있다는 연구결과도 발표된 바 있다. 스커미온의 존재 여부를 나타내는 위상 전하로 "1"과 "0"의 상태를 표현할 수 있으며, 상온에서 안정적인 스커미온도 보고된 바 있다.

## 참고 문헌
- Wong, Stephen. “What exactly is a Skyrmion?”. arXiv:hep-ph/0202250.
- “Skyrmion makeover”. 《Nature》 465: 846. 2010년 6월 17일. doi:10.1038/465846a.

1. ↑  Skyrme, T. H. R. (1962년 3월). 《Nuclear Physics》 (영어) 31: 556–569. Bibcode:1962NucPh..31..556S. doi:10.1016/0029-5582(62)90775-7. |제목=이(가) 없거나 비었음 (도움말)
2. ↑  Azhar, Maria; Mostovoy, Maxim (2017). “Incommensurate Spiral Order from Double-Exchange Interactions”. 《Physical Review Letters》 118 (2). arXiv:1611.03689. doi:10.1103/PhysRevLett.118.027203.
3. ↑  Leonov, A. O.; Mostovoy, M. (2015년 9월 23일). “Multiply periodic states and isolated skyrmions in an anisotropic frustrated magnet”. 《Nature Communications》 (영어) 6: 8275. doi:10.1038/ncomms9275. ISSN 2041-1723. PMC 4667438. PMID 26394924.
4. ↑  Heinze, Stefan; Von Bergmann, Kirsten; Menzel, Matthias; Brede, Jens; Kubetzka, André; Wiesendanger, Roland; Bihlmayer, Gustav; Blügel, Stefan (2011). “Spontaneous atomic-scale magnetic skyrmion lattice in two dimensions”. 《Nature Physics》 7 (9): 713–718. Bibcode:2011NatPh...7..713H. doi:10.1038/NPHYS2045. 요약문 (2011년 7월 31일).
5. ↑  A. Fert; V. Cros & J. Sampaio (2013). “Skyrmions on the track”. 《Nature Nanotechnology》 8: 152–156. Bibcode:2013NatNa...8..152F. doi:10.1038/nnano.2013.29.
6. ↑  Y. Zhou, E. Iacocca, A.A. Awad, R.K. Dumas, F.C. Zhang, H.B. Braun and J. Akerman (2015). “Dynamically stabilized magnetic skyrmions”. 《Nature Communications》 6: 8193. Bibcode:2015NatCo...6E8193Z. doi:10.1038/ncomms9193. PMC 4579603. PMID 26351104.
7. ↑  X.C. Zhang; M. Ezawa; Y. Zhou (2014). “Magnetic skyrmion logic gates: conversion, duplication and merging of skyrmions”. 《Scientific Reports》 5: 9400. arXiv:1410.3086. Bibcode:2015NatSR...5E9400Z. doi:10.1038/srep09400. PMC 4371840. PMID 25802991.
8. ↑  Romming, N.; Hanneken, C.; Menzel, M.; Bickel, J. E.; Wolter, B.; Von Bergmann, K.; Kubetzka, A.; Wiesendanger, R. (2013). “Writing and Deleting Single Magnetic Skyrmions”. 《Science》 341 (6146): 636–9. Bibcode:2013Sci...341..636R. doi:10.1126/science.1240573. PMID 23929977. 요약문 – phys.org (2013년 8월 8일).
9. ↑  Jiang, Wanjun; Upadhyaya, Pramey; Zhang, Wei; Yu, Guoqiang; Jungfleisch, M. Benjamin; Fradin, Frank Y.; Pearson, John E.; Tserkovnyak, Yaroslav; Wang, Kang L. (2015년 7월 17일). “Blowing magnetic skyrmion bubbles”. 《Science》 349 (6245): 283–286. arXiv:1502.08028. Bibcode:2015Sci...349..283J. doi:10.1126/science.aaa1442. ISSN 0036-8075. PMID 26067256.
10. ↑  D.A. Gilbert, B.B. Maranville, A.L. Balk, B.J. Kirby, P. Fischer, D.T. Pierce, J. Unguris, J.A. Borchers, K. Liu (2015년 10월 8일). “Realization of ground state artificial skyrmion lattices at room temperature”. 《Nature Communications》 6: 8462. Bibcode:2015NatCo...6E8462G. doi:10.1038/ncomms9462. PMC 4633628. PMID 26446515. 요약문 – NIST.